# Eochaid Gonnat
Eochaid Gonnat, o Gunnat (fl. III secolo), è stato un leggendario re dell'Ulster e per un anno (266 - 267) successe a Cormac mac Airt come re supremo d'Irlanda nel III secolo.

## Fonti
- Seathrún Céitinn, Foras Feasa ar Éirinn 1.42
- Annali dei Quattro Maestri M267